# Markus Granlund
Markus Granlund (ur. 16 kwietnia 1993 w Oulu) – fiński hokeista, reprezentant Finlandii, olimpijczyk.
Jego brat Mikael (ur. 1992) także jest hokeistą.

## Kariera
- Laser HT U16 (2007-2008)
- Kärpät U16, U18 (2008-2009)
- HIFK U18 (2009)
- HIFK U20 (2009-2012)
- HIFK (2011-2013)
  -  Suomi U20 (2010)
  -  Kiekko-Vantaa (2011)
- Abbotsford Heat (2013-2014)
- Calgary Flames (2014-2016)
  -  Adirondack Flames (2014-2015)
  -  Stockton Heat (2015-2016)
- Vancouver Canucks (2016-2019)
- Edmonton Oilers (2019/2020)
  -  Bakersfield Condors (2019/2020)
- Saławat Jułajew Ufa (2020-2022)

Wychowanek klubu Laser HT. Był również zawodnikiem młodzieżowych drużyn zespołu Kärpät w rodzinnym mieście Oulu. Od 2009 roku zawodnik klubu HIFK przechodził w nim kolejne szczeble kariery juniorskiej aż do drużyny seniorskiej. W KHL Junior Draft w maju 2011 roku został wybrany przez Saławat Jułajew Ufa (druga runda, numer 24). Miesiąc później w drafcie NHL z 2011 został wybrany przez Calgary Flames z numerem 45 w drugiej rundzie. W zespole HIFK rozegrał dwa pełne sezony SM-liiga 2011/2012 i 2012/2013. W debiutanckim sezonie 2011/2012 był najskuteczniejszym pierwszoroczniakiem ligi (podobnie jak brak Mikael w sezonie 2009/2010). W maju 2011 roku przedłużył kontrakt z klubem o dwa lata. Po zakończeniu sezonu SM-liiga (2012/2013) podpisał kontrakt z kanadyjskim klubem Calgary Flames, który wybrał go dwa lata wcześniej w drafcie NHL, po czym klub przekazał go do zespołu farmerskiego Abbotsford Heat. Później rozpoczął występy w Calgary Flames. Od lutego 2016 zawodnik Vancouver Canucks. W czerwcu 2018 przedłużył kontrakt o rok. W połowie 2019 został graczem Edmonton Oilers i w sezonie 2019/2020 występował równolegle w barwach Bakersfield Condors w AHL. W lipcu 2020 został zawodnikiem rosyjskiego Saławatu Jułajew Ufa. Po rozpoczęciu inwazji Rosji na Ukrainę na początku marca 2022 tj. na początku fazy play-off w sezonie KHL (2021/2022) odszedł z klubu (podobnie jak wszyscy nierosyjscy zawodnicy drużyny).
W barwach juniorskich reprezentacji Finlandii uczestniczył w turniejach mistrzostw świata do lat 17 edycji 2010, mistrzostw świata do lat 18 edycji 2010, 2011, mistrzostw świata do lat 20 edycji 2012, 2013. Z reprezentacją seniorską brał udział w turnieju, zimowych igrzysk olimpijskich 2022.

## Sukcesy

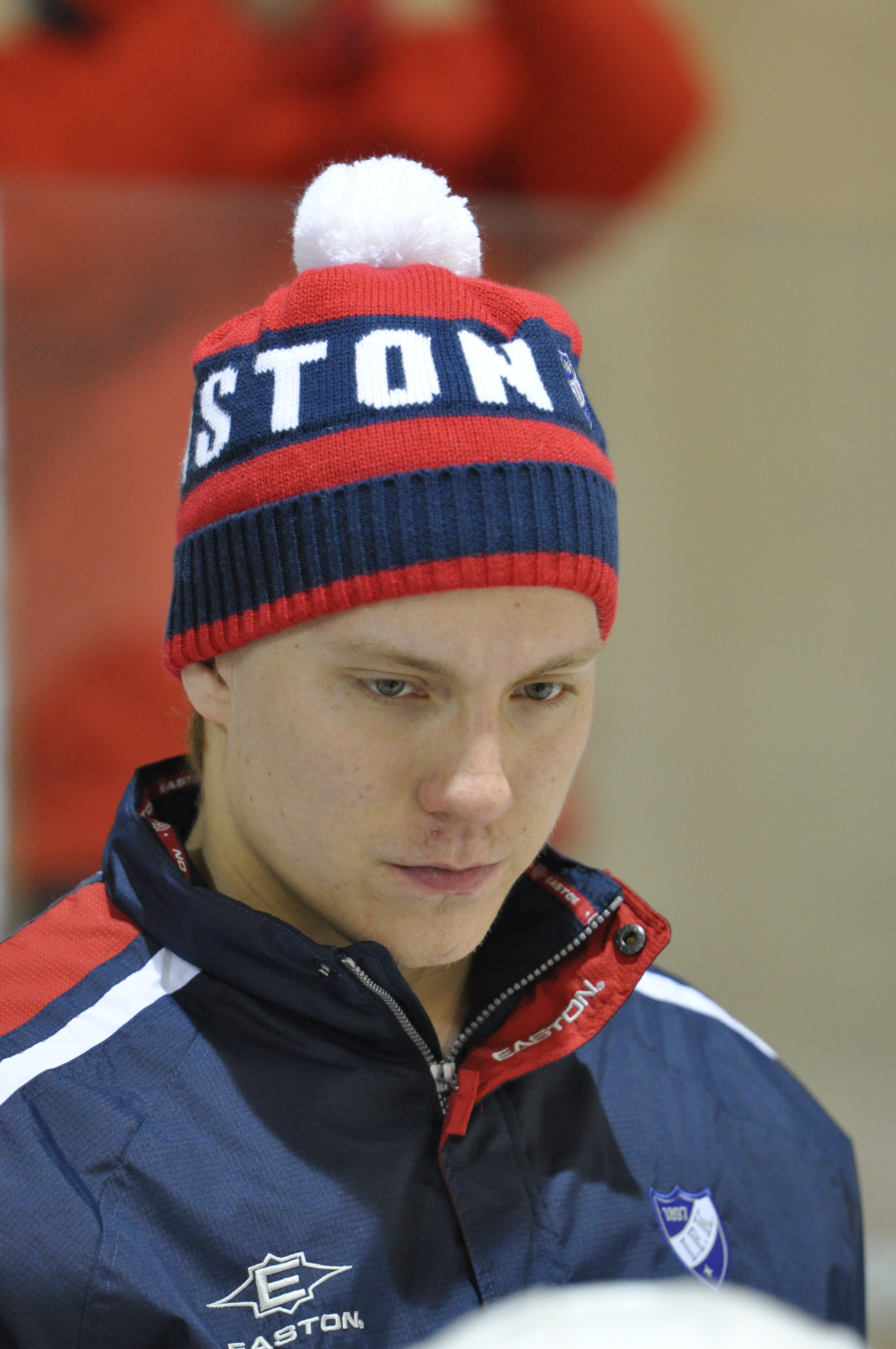
Markus Granlund (2013)

Reprezentacyjne
- Brązowy medal mistrzostw świata juniorów do lat 18: 2009
- Złoty medal zimowych igrzysk olimpijskich: 2022

Indywidualne
- SM-liiga (2011/2012):
  - Pierwsze miejsce w klasyfikacji strzelców wśród pierwszoroczniaków: 15 asyst
  - Pierwsze miejsce w klasyfikacji asystentów wśród pierwszoroczniaków: 19 asyst
  - Pierwsze miejsce w klasyfikacji kanadyjskiej wśród pierwszoroczniaków: 34 punktów
- Mistrzostwa Świata Juniorów w Hokeju na Lodzie 2013/Elita:
  - Trzecie miejsce w klasyfikacji strzelców turnieju: 5 goli
  - Drugie miejsce w klasyfikacji asystentów turnieju: 7 asyst
  - Drugie miejsce w klasyfikacji kanadyjskiej turnieju: 12 punktów
  - Jeden z trzech najlepszych zawodników reprezentacji
- AHL (2013/2014): najlepszy pierwszoroczniak miesiąca - luty 2014
- KHL (2020/2021):
  - Nagroda Najlepsza Trójka dla tercetu najskuteczniejszych strzelców ligi (oraz Teemu Hartikainen i Sakari Manninen): łącznie 63 goli[11]